# Église de la Sainte-Croix de Stirling
L'église de la Sainte-Croix est une église presbytérienne située dans la ville écossaise de Stirling.
Appelée en anglais Church of the Holy Rude (« rude » étant un terme ancien pour « croix »), cet édifice, remarquable pour sa tour-clocher, vit se faire couronner, en 1567, un roi d'Écosse sous son exceptionnelle charpente : Jacques VI.